# Albert Hoffa

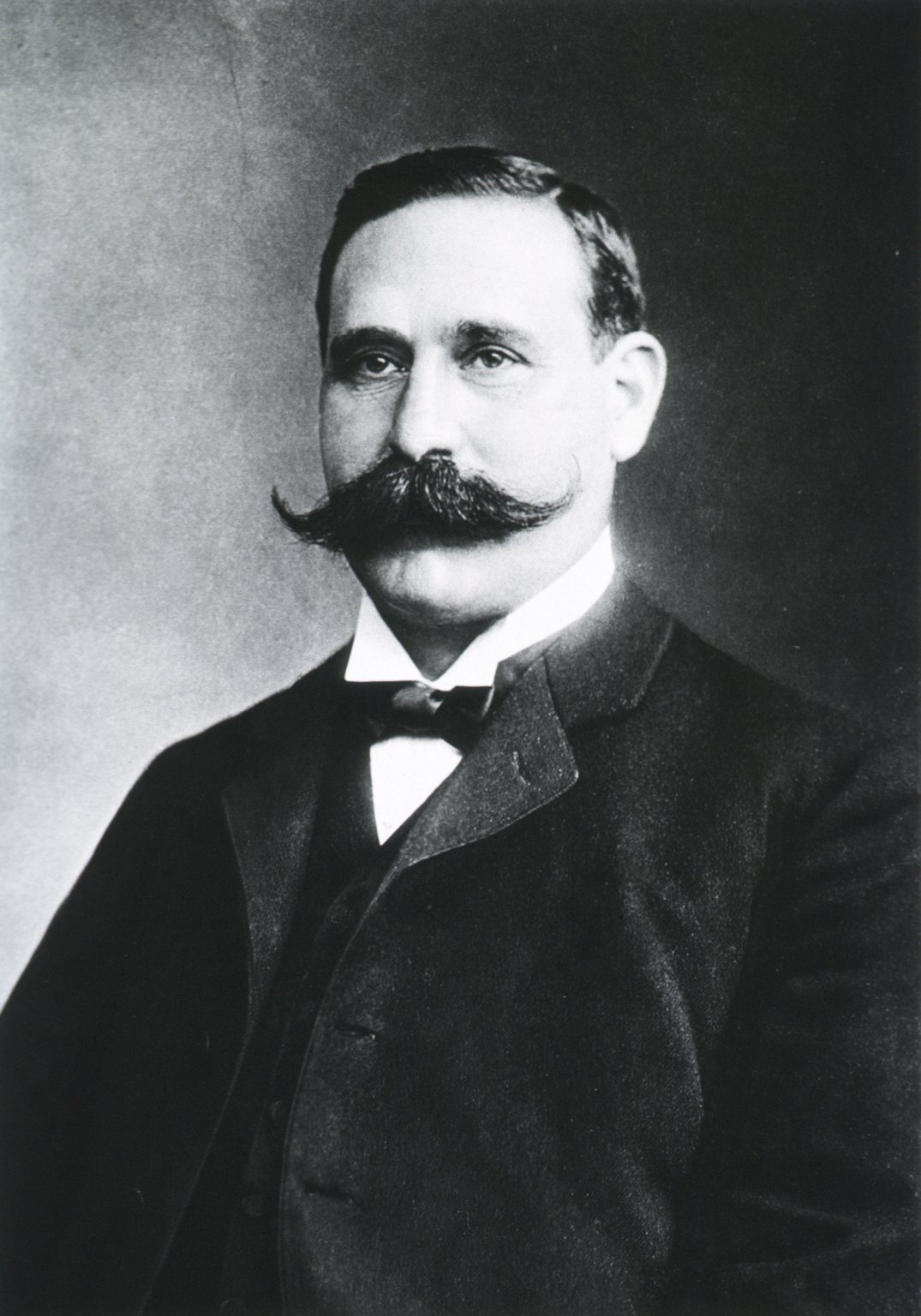
Frederick Hoffa

Frederick Hoffa (Richmond, Província del Cap, Sud-àfrica, 31 de març de 1859-Colònia, Alemanya, 31 de desembre de 1907) va ser un cirurgià ortopedista i fisioterapeuta alemany.

## Estudis
Va estudiar medicina a les universitats de Marburg i de Friburg, i va obtenir el seu doctorat amb una tesi sobre la nefritis saturnina. El 1886, va obrir una clínica privada a Würzburg amb les especialitats d'ortopèdia, fisioteràpia i massatge, el 1895, fou nomenat professor associat de la universitat a Würzburg. El 1902 va succeir a Julius Wolff en el departament d'ortopèdia, a Berlín.

## Contribucions
A Hoffa se'l recorda per la introducció d'una operació per a la luxació congènita del maluc (1890), així com pel desenvolupament d'un sistema de teràpia de massatge (sistema de Hoffa). El seu nom s'associa també a un patiment conegut com a "coixinet de greix de Hoffa" o "malaltia de Hoffa" o "síndrome de Hoffa-Kastert" (col·loquialment hoffitis), que es caracteritza per un dolor crònic en el genoll, principalment per sota de la ròtula. El 1904 va estudiar el treball de Busch en la llavors anomenada fractura de Busch, derivant el terme en "fractura de Hoffa" o "fractura de Busch-Hoffa".

## Publicacions i associacions
El 1892, va fundar la revista Zeitschrift für Chirurgie Orthopädische. Es va independitzar com a ortopedista i el 1901 va fundar la Deutsche Gesellschaft für Orthopädie und Orthopädische Chirurgie (Societat Alemanya d'Ortopèdia i Cirurgia Ortopédica).

## Llibres seleccionats
- Lehrbuch der Fracturin und für Luxationen Ärzte und Studierende (Llibre de text de les fractures i luxacions dels metges i estudiants) (1888)
- Lehrbuch der orthopädischen Chirurgie (Llibre de text de cirurgia ortopédica) (1891)
- Der Technik Massatgista (Tècnica de massatge) (1893)
- Atles und der Grundriss Verbandlehre (Atles i l'esquema de l'associació de l'ensenyament) (1897)
- Die Orthopädische Literatur (Literatura ortopédica) (1905)[9]